# 連合労働者党 (セントルシア)
連合労働者党（れんごうろうどうしゃとう、英語: United Workers Party）は、セントルシアの保守系政党。2018年現在の党首は2013年7月28日の党首選挙で元首相スティーブンソン・キングを下した元観光相アレン・シャスネである。日本の外務省では統一労働者党と訳されている。

## 歴史
連合労働者党は1964年セントルシア総選挙直前、人民進歩党とセントルシア労働党の分派である国民労働運動（National Labour Movement）によって結成された。1964年の選挙では8議席のうち6議席を獲得して勝利した。1969年セントルシア総選挙と1974年セントルシア総選挙でも勝利して政権を維持したが、1979年セントルシア総選挙で労働党に敗北した。1982年セントルシア総選挙で17議席のうち14議席を獲得して政権を奪還、1987年と1992年の選挙でも政権を維持した。労働党が1997年と2001年の選挙に勝利したが、連合労働者党は2006年の選挙で政権を取り返した。2011年の選挙で労働党に敗れた後、2016年の選挙で17議席のうち11議席を獲得して政権を奪還した。2021年7月26日の総選挙では2議席にとどまり労働党に破れた。
連合労働者党は国際民主同盟の支部カリブ民主同盟の一員である。